# Final Fantasy XVI
Final Fantasy XVI es un videojuego de rol de acción (ARPG) desarrollado por la compañía japonesa Square Enix, siendo el decimosexto capítulo de la franquicia Final Fantasy. Está producido por Naoki Yoshida y dirigido por Hiroshi Takai. Fue inicialmente lanzado como exclusivo para PlayStation 5 en junio de 2023. Posteriormente, se lanzó para Microsoft Windows en septiembre de 2024 y en Xbox Series X/S en junio de 2025.
La historia se desarrolla en la tierra ficticia de "Valisthea", un continente con seis facciones que está al borde de conflicto bélico debido a la propagación de la plaga (tierras estigias).

## Jugabilidad
El juego contará con varios modos de jugabilidad, incluido uno centrado en la historia del juego y proporciona pistas sobre qué hacer a continuación.

### Trama
Final Fantasy XVI es un videojuego de rol de acción ambientado en el mundo de fantasía medieval; Valisthea, donde la gente vive cómodamente gracias a las montañas de cristal llamadas "Mothercrystals". El mundo está controlado por seis facciones: el Gran Ducado de Rosaria, el Sacro Imperio de Sanbreque, el Reino de Waloed, la República Dhalmekian, el Reino de Hierro y el Dominio Cristalino. Una parte central de la trama son los Eikons, monstruos convocados controlados o manifestados a través de humanos llamados Dominantes.

### Personajes
Hasta ahora estos son los únicos personajes que han sido confirmados:
- Clive Rosfield. Es el protagonista principal de Final Fantasy XVI. Clive, primogénito del Archiduque de Rosaria, es un ‘Shield’ que protege a su hermano pequeño Joshua, el Dominante del Fénix. Joshua le confirió la Bendición del Fénix, lo que permite a Clive invocar parcialmente el fuego del Eikon. No obstante, a medida que se desarrolla la historia, se verá involucrado en una gran tragedia.
- Joshua Rosfield. Hermano menor de Clive y el Dominante del Fénix, Eikon del Fuego. Gracias a esta cualidad, Joshua puede convertirse en el Fénix y lucha con sus poderes para proteger su nación. A pesar de haber nacido bajo el abrigo y los lujos de la realeza de Rosaria, Joshua trata a todo el mundo con amabilidad, aunque también tiene su lado infantil y un ferviente odio hacia las zanahorias.
- Jill Warrick. La única chica del grupo confirmada hasta el momento. Se trata de una joven que se crio junto a los dos hermanos Rosfield. Cuando Jill era pequeña, la obligaron a abandonar su tierra natal en los Territorios del Norte, una nación que juró lealtad al Gran Ducado de Rosaria, y su custodia pasó al ducado a fin de garantizar la paz entre ambos reinos.

## Desarrollo
Final Fantasy XVI está siendo desarrollado principalmente por Creative Business Unit III de Square Enix, la misma división responsable del desarrollo y mantenimiento del MMORPG Final Fantasy XIV (2010). Siendo producido por Naoki Yoshida, quien tiene el doble rol de productor y director de Final Fantasy XIV; y dirigida por Hiroshi Takai, conocido por su trabajo en la serie de SaGa y The Last Remnant.
Durante su primer anuncio, también se dijo que el juego estaba desarrollado para Microsoft Windows; esto se retractó más tarde, y Square Enix lo anunció como una consola cronometrada exclusivamente para la PlayStation 5. La fecha de lanzamiento del juego aún no se ha anunciado y se planea revelar más información en 2021. La publicación de su información tenía la intención de evitar cierta especulación desenfrenada sobre sus pequeños detalles, y las revelaciones se crearon en torno a mostrar claramente qué tipo de juego es Final Fantasy XVI. Se presentaron imágenes del juego en lugar de un video de presentación para disipar las preocupaciones de los jugadores estadounidenses de que el juego se lance en el futuro. Los gráficos aún se estaban optimizando en el momento de sus avances. A partir del otoño de 2020, se completó el trabajo básico de los escenarios de desarrollo y juego y se continuó trabajando en recursos de “gran escala” como batallas de jefes y herramientas de desarrollo.
El 27 de diciembre de 2021, Yoshida informó que debido a la pandemia de Covid19 hubo dificultades en el desarrollo, debido a que los desarrolladores tuvieron que trabajar desde casa y que también hubo problemas de comunicación con la sede en Tokio, con un retraso de unos seis meses en el desarrollo. En el mismo comunicado de prensa, indicó que las innovaciones prometidas para 2021 se pospusieron para la primavera de 2022.
En octubre de 2022, se lanzó otro tráiler con detalles de la trama e imágenes del juego, y la fecha de lanzamiento se cambió a mediados de 2023.

### Lanzamiento
El juego está disponible en todo el mundo a partir del 22 de junio de 2023, excepto en Arabia Saudita debido a la negativa de la productora de cambiar el contenido del juego para cumplir con la legislación del país. El juego es exclusivo de la consola PlayStation 5 por un período de seis meses, debido acuerdo entre Square y Sony. Según el productor Naoki Yoshida, la compañía comenzó el desarrollo de la versión para computadora después del lanzamiento para PlayStation 5. Fue lanzado en PC el 17 de septiembre del 2024. El juego fue anunciado y lanzado el mismo día en las consolas Xbox Series X y Series S el 8 de junio de 2025 durante la conferencia de Xbox en el Summer Game Fest.